# 邺城博物馆
邺城博物馆，位于河北邯郸市全国重点文物保护单位邺城遗址北侧。邺地，相传为黄帝后裔颛顼帝孙女女修的儿子大邺的封地。春秋时期齐桓公始筑邺城，距今已有2700年的历史。邺城博物馆建设投资一个亿，整个博物馆由城楼、城门和城墙共同组成，采用汉代建筑风格，占地65亩，建筑面积5228平方米。主要包括六个展厅，共展出陶器、瓷器等各类珍贵文物300件。